# HMS Usk (N65)
Le HMS Usk est un sous-marin du deuxième groupe de classe U en service dans la Royal Navy pendant la Seconde Guerre mondiale. Il est mis sur cale aux chantiers navals Vickers Armstrong, à Barrow-in-Furness le 6 novembre 1939, lancé le 12 octobre 1940 et mis en service le 6 juin 1941.

## Historique
L'Usk fait partie de la 4e Flottille de sous-marins, flottille opérant au large de la Sicile, voire de la Sardaigne, en renfort des sous-marins français de la 4e Escadre stationnée à Mers-El-Kébir. 
Le 19 avril 1941, le sous-marin prend la mer pour la côte nord-ouest de la Sicile. Il change de position en raison d'une intense activité anti-sous-marine puis disparait corps et biens. Il a probablement touché une mine à proximité du Cap Bon quelque temps après le 25 avril 1941 ou a été coulé par l'escorte d'un convoi italien en direction de l'Afrique du Nord. Il est déclaré porté disparu avec la totalité de son équipage le 3 mai 1941.